# Henry Chapier
Henry Chapier (Bucarest, 14 de novembre de 1933 - París, 27 de gener de 2019) va ser un periodista, crític de cinema, presentador de televisió i director de cinema francès.

## Biografia
Va ser fill d'un advocat internacional i una actriu d'ascendència àustriaca. Es va veure obligat a abandonar Romania el 1948 a causa de l'expulsió dels francesos. Va començar el 1958 una carrera com a crític de cinema col·laborant amb el setmanari Arts amb François Truffaut. Més tard es va convertir en un llargmetratge en L'Express i va obtenir el millor preu de periodista principiant el 1959. Va treballar el mateix any amb Combat i es va convertir en editor en cap de les pàgines de Cultura; Va ser també crític de cinema d'aquest periòdic fins a 1974. La seva notorietat va començar el 1968 durant la campanya contra l'acomiadament de Henri Langlois de la Cinémathèque Française. La seva primera pel·lícula, Sex Power va guanyar la Conquilla de Plata al millor director, al Festival Internacional de Cinema de Sant Sebastià el 1970, en la qual Fritz Lang va ser el jurat. L'abril del 1974, Philippe Tesson va crear Le Quotidien de Paris i Henry Chapier va ser l'editor en cap de les pàgines de Cultura. Chapier es va unir a FR3 el 1978 com a editorialista de cinema i cultura. El 1981, és un dels tres editors en cap de Soir 3. Més tard va crear el programa de televisió Le Divan, que va organitzar des de 1987 fins a 1994. Va sortir de França 3 aquest any i es va convertir en president de la Maison européenne de la photographie el 1996. En el mateix any va ser membre del jurat al Festival Internacional de Cinema de Canes després d'haver estat membre del jurat a la Cambra d'Or el 1988.

## Publicacions
- Louis Malle, Éditions Seghers, 1965
- Quinze ans de Combat, Éditions Julliard, 1974
- Crée ou crève, Éditions Grasset, 1978
- La Malédiction des stars, Éditions Claude Carrère
- Lartigue, 1981, éditions Belfond, 1981
- Je retourne ma veste, Éditions Claude Carrère
- Le Divan, Éditions Claude Carrère
- Sacrée Différence, Éditions Le Rocher, 1995
- Journal d'une analyse sauvage, Éditions Michel Lafon, 1996
- Portraits du Liban : un café pour l'étranger qui passe, amb Alexandre Dunoyer, Éditions L'Anneau, 1998
- Pour un cinéma de combat, Éditions Le Passage, 2003
- Il est interdit de vieillir, Éditions Publibook, 2009
- Version originale, Éditions Fayard, 2012

## Filmografia
Com a director
- 1968: Un été américain[6]
- 1970: Sex Power[7]
- 1972: Salut, Jérusalem.[8][9]
- 1974: Amore[10]

Com a actor
- 1967: Les Idoles de Marc'O: cap de gabinet del ministre
- 1968: Erotissimo de Gérard Pirès: el convidat al vaixell
- 1986: Un homme et une femme. Vingt ans déjà de Claude Lelouch: un espectador
- 1997: Comme des rois de François Velle: el crítice
- 1997: Cinématon #1842 de Gérard Courant: ell mateix

## Honors
- Comandant (Comandant) de l'Ordre national du Mérite
- Officier (oficial) de la Legió d'Honor